# یواس‌اس کنونکاس (آی‌دی-۱۶۹۶)
یواس‌اس کنونکاس (آی‌دی-۱۶۹۶) (به انگلیسی: USS Canonicus (ID-1696)) یک کشتی بود که طول آن ۴۰۵ فوت ۱ اینچ (۱۲۳٫۴۷ متر) بود. این کشتی در سال ۱۸۹۹ ساخته شد.